# Familie Neumann
Familie Neumann und deren Fortsetzung Neumanns Geschichten sind eine deutsche Fernsehserie des Fernsehens der DDR, die auf der Hörspielserie Neumann, zweimal klingeln basiert.
Die Serie erzählt aus dem Alltag einer Familie in der DDR. Auf humorvolle Weise wird sie mit den Herausforderungen des Alltags und des Berufslebens konfrontiert – der Vater Hans als Meister im Maschinenbau in einem Großbetrieb, die Mutter Marianne als Lehrerin, und ihre beiden Kinder Brigitte und Jan. Typische Probleme sind Streitereien in der Ehe und in der Nachbarschaft sowie der allgegenwärtige Mangel in der DDR – das Warten auf Handwerker, auf bestellte Waren, die Suche nach einem Urlaubsort. Häufiger Gastdarsteller ist die Schauspielerin Agnes Kraus als neugierige Nachbarin.
Die Erste Staffel entstand in der Regie von Wolfgang Luderer, die Fortsetzungs-Staffel in der Regie von Hans Joachim Hildebrandt.

## Episodenübersicht
| Staffel 1 - 1. Trautes Heim - 2. Eheprobleme positiv - 3. Welch ein Tag - 4. Freundschaft geht über alles - 5. Schwarze Katze oder Bamshagen und zurück - 6. Ein nervöser Magen - 7. Der prima Kumpel Willi - 8. Pumpe und Petroleum - 9. Nicht immer dasselbe - 10. Kampf um Titus - 11. Zwei Telegramme oder Der Unentbehrliche - 12. Strohwitwer sein dagegen sehr - 13. Turnvater Jahns Erben oder der Vorturner - 14. Reistag und Pädagogik - 15. Wie eine Lawine | Staffel 2 - 16. Kur ohne Schatten - 17. Blaue Wiener und Angelschnur - 18. Donnerschlag und Blumentopf - 19. Hab ich ein Glück - 20. Übergewicht - 21. Wie die Alten sungen - 22. Röschens steiler Aufstieg - 23. Das unabwendbare Ereignis - 24. Zeit der Schwälbchen - 25. Maulkorb und Männchen - 26. Ein gelungener Abend - 27. Party mit Musik - 28. Gleiche Zeit – gleicher Tisch - 29. Eifersucht und Trainingsanzug - 30. Ein Herz und eine Seele - 31. Man muss auch mal alleine sein |

## DVD-Edition
- Familie Neumann – 1. Staffel, DDR TV-Archiv, Produktion: 1984, Regie: Wolfgang Luderer, 373 Minuten, 3 DVDs, Icestorm Distribution GmbH 2010
- Familie Neumann & Neumanns Geschichten – die komplette Serie, DDR TV-Archiv, Regie: Wolfgang Luderer, Hans-Joachim Hildebrandt, 754 Minuten, 6 DVDs, Icestorm Distribution GmbH 2013